# Хадуттэ
Хадуттэ — река на севере Западной Сибири, в Надымском и Пуровском районах Ямало-Ненецкого автономного округа.
Длина реки — 373 км. Площадь бассейна — 8040 км². Течёт сначала на север, а затем на восток. Впадает в протоку Лангаям реки Пур.
Бассейн реки насчитывает свыше 700 рек и ручьёв, из которых четыре — реки длиной свыше 50 км. Самые значительные притоки — Енъяха (справа), Сидямютя и Седаяха (слева). Питание преимущественно снеговое.
Половодье длится не менее двух месяцев. Средний годовой расход воды — около 70 м³/с, объём годового стока реки — 2,3 км³. Наибольший размах колебаний уровня воды около 4,5 м.
Хадуттэ покрывается льдом в октябре и открывается только в мае-июне. В обоих случаях для реки характерен ледоход. Длительность ледостава обычно свыше 7,5 мес.

## Притоки
(км от устья)
- 61 км: река Сябуяха
- Ламзояха
- 90 км: Сидимютте
- 106 км: Енъяха
- Нэнсъяха
- 114 км: Хынгхарвута
- 117 км: Пиричей
- 138 км: Кораль-Харвута
- 144 км: Саникуяха
- 149 км: Оптикухарвутаяха
- 163 км: Нюдя-Паравыяха
- 167 км: Паравыяха
- 175 км: Нижняя Хабирутта
- 179 км: Вэсакояха
- 186 км: Средняя Хабирутта
- 192 км: Верхняя Хабирутта
- 196 км: Айбайяха
- 198 км: Седаяха
- 199 км: Нерутаяха
- 203 км: Сыбырияха
- 223 км: Сидямютя
- 256 км: Пухуцяяха
- 272 км: Айбайтарка
- 319 км: Сибаритарка
- 331 км: Плохой Юнга (Хояха)